# Segelfluggelände Greiling

i7
i11
i13
Das Segelfluggelände Greiling liegt im Gebiet der Gemeinde Greiling. Es wird durch die Luftsportvereinigung Greiling e. V. betrieben.

## Lage
Das Segelfluggelände liegt etwa 2 km östlich des Zentrums von Bad Tölz in oberbayerischen Landkreis Bad Tölz-Wolfratshausen. Naturräumlich liegt es nördlich des Isarwinkels am Nordrand der Bayerischen Voralpen.

## Flugbetrieb
Das Segelfluggelände verfügt über eine 1000 m lange Start- und Landebahn aus Gras. Im Dezember 2020 wurde das Planfeststellungsverfahren für die Nordumfahrung Bad Tölz der B 472 abgeschlossen. Die Planung der Ortsumfahrung sieht vor, die B 472 durch den Südteil des Segelfluggeländes zu führen. Dadurch wird sich die Länge der Start- und Landebahn um 250 m verkürzen.
Das Segelfluggelände besitzt eine Zulassung für den Windenschlepp von vereinseigenen Hängegleitern und Gleitschirmen sowie für elektrisch angetriebene Fluggeräte. Weiterhin werden Hängegleiter per UL-Schlepp in die Luft befördert.
Landungen von nicht ortsansässigen Luftfahrzeugen sind nicht gestattet und bedürfen einer Ausnahmegenehmigung.

## Geschichte
Das Fluggelände wurde erstmals im Jahr 1922/23 in Flugkarten der Lufthansa erwähnt. Nach Ende des Zweiten Weltkriegs wurde das Fluggelände durch die 10th Special Forces Group (Airborne) der U.S.-Armee bis zu ihrem Abzug im Jahr 1991 unter dem Namen Bad Tölz Army Airfield und Baker Army Airfield verwendet. Die Luftsportvereinigung Greiling e. V. wurde im Jahr 1992 gegründet.